# カレー賛昧
カレー賛昧（カレーざんまい）は、2002年に初めて発売された札幌スープカレー店のガイドブック。2011年まで毎年一冊ずつ発売された。
2015年に4年ぶりの新刊が発売された。
編集長は一貫して玉木雅人、副編集を彫谷徳一がつとめている。発行元は、2003年までは株式会社北日本広告社、2004年〜2009年は有限会社ティーツーワイジャム、2010年からは株式会社ティーツーワイジャム。

## 概要
店が掲載料を払う広告系のガイドブック。編集サイドがランク付けをして勧めるガイドブックではない。店の住所と電話番号、料理の写真、メニュー、値段などの情報を掲載する。ドリンクやトッピングなどが無料になるサービスクーポンが付く。

## 既刊
1. 『まるごとカレー賛昧』2002年7月25日（株）北日本広告社 札幌支社
2. 『まるごとカレー賛昧II』2003年7月15日（株）北日本広告社 札幌支社
3. 『まるごとカレー賛昧III』2004年8月25日（有）ティーツーワイジャム
4. 『カレー賛昧2005 至福のスープカレー』2005年7月25日（有）ティーツーワイジャム　ISBN 978-4902969153
5. 『カレー賛昧'06-'07 至福のスープカレー』2006年9月10日（有）ティーツーワイジャム　ISBN 978-4902969344
6. 『カレー賛昧'07-'08 至福のスープカレー Spice Marriage』2007年6月25日（有）ティーツーワイジャム　ISBN 978-4902969443
7. 『カレー賛昧'08-09 至福のスープカレー／スープカレーいますぐたべたい!』2008年7月25日（有）ティーツーワイジャム　ISBN 978-4902969849
8. 『スープカレーにする? カレーにする?』2009年8月20日（有）ティーツーワイジャム ISBN 978-4863810068
9. 『至福のスープカレー スープカレーの謎』2010年9月1日（株）ティーツーワイジャム、ムック。ASIN B0041C4YUA
10. 『THEスープカレー ショップ情報編』2011年6月1日（株）ティーツーワイジャム、ムック。ASIN B0053ENI0W
11. 『至福のスープカレー (ZANMAI) 』2015年7月1日（株）ティーツーワイジャム、新書。ASIN B011T69Q8U

## スパイスビーチ
月刊で札幌スープカレー情報を発信していたフリーペーパーである。発行は有限会社ティーツーワイジャム。札幌のスープカレー店やローソンなどで配布していた。内容は各号の特集（「スープカレー店で食べるスイーツ」など）に沿った店や、新店・既存店の紹介、協賛店のサービスクーポン、スパイスを使った手軽な料理のレシピ、ティーツーワイジャム主催のスープカレー料理教室の案内などであった。札幌スープカレーを紹介する初のフリーペーパーであり、ファンのあいだに広く浸透したが、2010年3月発行の33号をもって休刊した。ティーツーワイジャムは「これからはSPICE BEACHホームページで情報発信をしていきたい」とした。

## 他社のスープカレー関連書

### ガイドブック
- 「スープカレーナビ」中村直也、アスペクト、2004年 ISBN 978-4757212220
  - 首都圏のスープカレー店をメインに紹介している。
- 「北海道スープカレー読本」樺沢紫苑、亜璃西社、2004年 ISBN 978-4900541542
- 「札幌のスープカリー決定版 第三弾」エムジー・コーポレーション、2007年 ASIN B000P12IE0

### エッセイ
- 「本日のスープカレー」大泉洋、HAJ出版、2006年。ISBN 978-4902882001

### レシピ集
- 「スープカレーキッチン」水野仁輔、マーブルトロン、2006年。ISBN 978-4123901154